# Apsilus fuscus
Apsilus fuscus és una espècie de peix de la família dels lutjànids i de l'ordre dels perciformes.
Poden assolir fins a 75 cm de longitud total. Menja peixets, calamars i crustacis. És un peix marí de clima subtropical que viu entre 15-300 m de fondària. Es troba des de Mauritània fins a Namíbia, incloent-hi Cap Verd.

## Interès gastronòmic
La seua carn és de bona qualitat.